# Diocesi di Rutana
La diocesi di Rutana (in latino Dioecesis Rutana) è una sede della Chiesa cattolica in Burundi suffraganea dell'arcidiocesi di Gitega. Nel 2022 contava 254.798 battezzati su 741.130 abitanti. È retta dal vescovo Léonidas Nitereka.

## Territorio
La diocesi comprende il territorio appartenente alla provincia di Rutana prima delle modifiche territoriali avvenute nel 2015 in Burundi.
Sede vescovile è la città di Rutana, dove si trova la cattedrale di San Giuseppe.
Il territorio è suddiviso in 16 parrocchie.

## Storia
La diocesi è stata eretta il 17 gennaio 2009 con la bolla Ad aptius provehendam di papa Benedetto XVI, ricavandone il territorio dalle diocesi di Bururi e di Ruyigi.

## Cronotassi dei vescovi
Si omettono i periodi di sede vacante non superiori ai 2 anni o non storicamente accertati.
- Bonaventure Nahimana (17 gennaio 2009 - 19 febbraio 2022 nominato arcivescovo di Gitega)[2]
  - Sede vacante (2022-2025)
- Léonidas Nitereka, dal 15 febbraio 2025

## Statistiche
La diocesi nel 2022 su una popolazione di 741.130 persone contava 254.798 battezzati, corrispondenti al 34,4% del totale.
| anno | popolazione | popolazione | popolazione | presbiteri | presbiteri | presbiteri | presbiteri                | diaconi | religiosi | religiosi | parrocchie |
| anno | battezzati  | totale      | %           | numero     | secolari   | regolari   | battezzati per presbitero | diaconi | uomini    | donne     | parrocchie |
| ---- | ----------- | ----------- | ----------- | ---------- | ---------- | ---------- | ------------------------- | ------- | --------- | --------- | ---------- |
| 2009 | 168.160     | 378.387     | 44,4        | 23         | 20         | 3          | 7.311                     |         |           | 30        | 11         |
| 2010 | 168.160     | 378.387     | 44,4        | 25         | 21         | 4          | 6.726                     |         | 5         | 30        | 11         |
| 2014 | 205.767     | 595.857     | 34,5        | 30         | 24         | 6          | 6.858                     |         | 9         | 51        | 12         |
| 2017 | 286.365     | 637.378     | 44,9        | 36         | 27         | 9          | 7.954                     |         | 11        | 54        | 12         |
| 2020 | 264.974     | 710.208     | 37,3        | 82         | 72         | 10         | 3.231                     |         | 12        | 94        | 15         |
| 2022 | 254.798     | 741.130     | 34,4        | 55         | 45         | 10         | 4.632                     |         | 12        | 69        | 16         |